# San Agustín del Pulque
San Agustín del Pulque es una localidad del estado mexicano de Michoacán. Es parte del municipio de Cuitzeo.

## Toponimia
El nombre «San Agustín» hace referencia al santo patrono de la localidad: Agustín de Hipona.

## Demografía
| Gráfica de evolución demográfica |
|                                  |

| Censo | Población |
| ----- | --------- |
| 1900  | 1 370     |
| 1910  | 1 588     |
| 1921  | 1 543     |
| 1930  | 921       |
| 1940  | 1 099     |
| 1950  | 1 082     |
| 1960  | 1 425     |
| 1970  | 1 790     |
| 1980  | 2 022     |
| 1990  | 2 897     |
| 2000  | 3 001     |
| 2010  | 3 561     |
| 2020  | 4 062     |